# Pierre Daninos
Pierre Daninos, francoski častnik in pisatelj, * 1913, † 2005.

## Življenjepis
Med drugo svetovno vojno je bil častnik za zveze pri britanskih oboroženih silah.

## Dela
- Meridiani
- Evrika in Ameropa
- Zapiski majorja Thompsona
- Skrivnost majorja Thompsona